# Ульриксен, Катрине
Катри́не У́льриксен (норв. Cathrine Ulrichsen) — норвежская кёрлингистка.
В составе женской сборной Норвегии участвовала в чемпионате мира 1992 (заняли седьмое место). В составе женской юниорской сборной Норвегии участвовала в трёх чемпионатах мира (стали серебряными призёрами в 1989) и трёх чемпионатах Европы среди юниоров (дважды стали чемпионами и один раз бронзовыми призёрами)

## Достижения
- Чемпионат мира по кёрлингу среди юниоров: серебро (1989).
- Чемпионат Европы по кёрлингу среди юниоров: золото (1985, 1987), бронза (1986).

## Команды
| Сезон                       | Четвёртый                 | Третий            | Второй            | Первый            | Запасной          | Турниры             |
| --------------------------- | ------------------------- | ----------------- | ----------------- | ----------------- | ----------------- | ------------------- |
| 1984—85                     | Марианне Аспелин          | Trine Helgebostad | Nina Grimmer      | Катрине Ульриксен |                   | ЧЕЮ 1985            |
| 1985—86                     | Марианне Аспелин          | Trine Helgebostad | Nina Grimmer      | Катрине Ульриксен |                   | ЧЕЮ 1986            |
| 1986—87                     | Марианне Аспелин          | Nina Grimmer      | Trine Helgebostad | Катрине Ульриксен |                   | ЧЕЮ 1987            |
| 1987—88                     | Nina Grimmer              | Trine Helgebostad | Катрине Ульриксен | Bettina Graham    |                   | ЧМЮ 1988 (5 место)  |
| 1988—89                     | Trine Helgebostad         | Катрине Ульриксен | Сесилия Торхёуг   | Darcie Skjerpen   |                   | ЧМЮ 1989            |
| 1989—90                     | Катрине Ульриксен         | Сесилия Торхёуг   | Darcie Skjerpen   | Anna Moe          |                   | ЧМЮ 1990 (5 место)  |
| 1991—92                     | Дорди Нурбю               | Ханне Петтерсен   | Марианне Аспелин  | Сесилия Торхёуг   | Катрине Ульриксен | ЧМ 1992 (6 место)   |
| 2017—18                     | Марианне Аспелин Бернтсен | Сесилия Торхёуг   | Inger Ramsfjell   | Ragnhild Stadheim | Катрине Ульриксен | ЧНЖ 2018 (6 место)  |
| 2019—20                     | Марианне Аспелин          | Катрине Ульриксен | Камилла Хольт     | Inger Ramsfjell   | Сесилия Торхёуг   | ЧНЖ 2020 (7 место)  |
| Кёрлинг среди смешанных пар |                           |                   |                   |                   |                   |                     |
| 2018—19                     | Катрине Ульриксен         | Флемминг Давангер |                   |                   |                   | ЧНСП 2019 (6 место) |

(скипы выделены полужирным шрифтом)